# 玄岳
玄岳（くろたけ）は、静岡県の伊豆半島北東部の山稜にある山である。標高は798m。

## 概要
熱海市･田方郡函南町･伊豆の国市の3市町にまたがっている山で、約70万〜30万年前に活動した多賀火山の東側が、大きく侵食されて残った地形である。山頂の立て看板には799.2mと表記されており、国土地理院の発表と標高が異なっている。
山頂部の西から北斜面にかけて観光道路である伊豆スカイラインが通り、同有料道路でも眺めの良い区間で駐車場も複数整備されている。伊豆半島ジオパークはこの付近からの優れた展望をジオサイト（指定地の意）としている。
山頂北には氷ヶ池があり、かつては氷を切り出したこともあったという。その至近にはかつて存在した熱海高原ロープウェイの玄岳駅（玄岳ドライブインともいう）が残されているが、現在はほとんど使用されることもなく放置され老朽化している。
山頂の南東斜面には、朝鮮で最初の女性パイロットである朴敬元が、1933年8月7日に墜落、死亡した。東京を出発して朝鮮、満州へと向かう日満親善飛行の途中であった。現在では碑が残されている。

## 登山

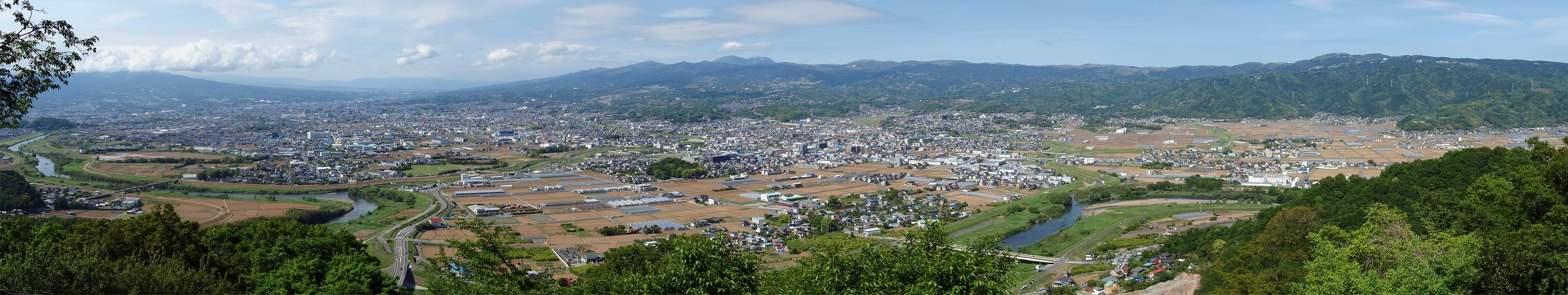
函南町の大嵐山より北西部を望む。 右のなだらかな稜線から膨らんだ山が玄岳、手前の低地は田方平野、中央の山塊が箱根山、下を流れるのは狩野川。

山頂北の西丹那駐車場、その至近にある登山口が最短の登山道で、山頂まで約10分ほど。山頂部は背の低いササで覆われているが、山頂そのものは芝地となっており360度の展望がある。天候に恵まれれば南アルプス、富士山、箱根山、静浦山地、駿河湾、天城山、相模灘などが眺められる。